# Fregaty rakietowe typu Van Speijk
Fregaty rakietowe typu Van Speijk – seria sześciu holenderskich fregat rakietowych zbudowanych  w latach 60. XX wieku dla Holenderskiej Marynarki Wojennej. Konstrukcja okrętów bazowała na brytyjskich fregatach typu Leander.
Pod koniec lat 70. XX wieku okręty przeszły modernizację, a w latach 1986–1989 zostały sprzedane do Indonezji, gdzie służą jako typ Achmad Yani.

## Okręty
- F802 "Van Speijk" (sprzedany do Indonezji jako "Slamet Riadi")
- F803 "Van Galen" (sprzedany do Indonezji jako "Yos Sudarso")
- F804 "Tjerk Hiddes" (sprzedany do Indonezji jako "Ahmad Yani")
- F805 "Van Nes" (sprzedany do Indonezji jako "Oswald Siahaan")
- F814 "Isaac Sweers" (sprzedany do Indonezji jako "Karel Satsuitubun")
- F815 "Eversten" (sprzedany do Indonezji jako "Abdul Halim Perdanakusuma")